# جمعه عبدالله
جمعه عبدالله (انگلیسی: Jumaa Abdullah؛ زادهٔ ۱۱ مارس ۱۹۸۲) بازیکن فوتبال اهل امارات متحده عربی است.